# 정은임
정은임(한국 한자: 鄭恩任, 1968년 10월 13일 ~ 2004년 8월 4일)은 대한민국의 문화방송 아나운서였다.
MBC FM에서 《정은임의 FM 영화음악》을 진행하면서 청취자들에게 많은 사랑을 받아왔기 때문에 '라디오 세대의 마지막 DJ'로 불린다.
2004년 7월 말, 교통 사고를 당해 그해 8월 4일에 35세로 세상을 떠났다.

## 학력
- 세화여자고등학교 (졸업)
- 서울대학교 인문대학 고고미술사학과 (졸업)
- 노스웨스턴 대학원 미디어학과 (졸업)

## 생애
세화여자고등학교, 서울대학교 인문대학 고고미술사학과를 졸업하고 1992년 7월 MBC에 입사했다. 기상캐스터로 활동하다가 아나운서로 전직하여 흔히 '정영음'으로 줄여 불리어진 영화음악 전문 프로그램 《정은임의 FM 영화음악》을 진행했다. 당시 영화 관련 정보에 목말라하던 청취자들의 기대에 부응하면서, 새벽 1시에 방송했음에도 불구하고 인기를 끌었다. 강제 철거의 부당함을 고발하는 내용을 오프닝 멘트로 방송하고, 〈임을 위한 행진곡〉이나 볼셰비키의 〈인터내셔널〉을 방송에 내보내기도 하는 등 영화 관련 프로그램을 진행하면서도 사회 참여적인 내용을 방송하기도 했다. 리버 피닉스의 팬임을 여러차례 밝히기도 했고 리버 피닉스가 1993년 10월 31일에 사망하자, 방송에서 이 사실을 전하면서 울먹인 일화가 있다. 1992년 11월 2일부터 방송을 시작한 《정은임의 FM 영화음악》은 1995년 4월 1일에 팬들의 반대에도 불구하고 방송이 종료되면서 프로그램에서 하차하였다. 이후 결혼과 함께 1998년에 미국으로 유학을 떠나 노스웨스턴 대학교에서 석사 과정을 밟았으며, '한국의 영화마니아'라는 논문으로 석사 학위를 받았다. 그뒤 대한민국으로 돌아온 후 다시 아나운서로 활동하다가 그녀의 이름을 유명하게 했던 《정은임의 FM 영화음악》을 2003년 10월 21일부터 다시 진행하게 되었다. 이 프로그램은 방송한지 불과 6개월만인 2004년 4월 26일에 종방되었으며, 이때도 팬들의 반대가 심했다.

## 교통 사고로 인한 사망
2004년 7월 22일에 자신의 쌍용 렉스턴 차량을 몰고 방송국으로 출근하던 중, 서울 한강대교 남단 흑석동 삼거리의 지하철 9호선 공사 현장에서 차량이 전도되는 교통 사고를 당했다. 이후 맞은편 차선에서 시속 80km의 속도로 달려오던 현대 스타렉스 차량에 들이받히는 2차사고를 당했다. 그녀는 곧 병원으로 옮겨졌으나 회복되지 못했고, 뇌부종에 이은 합병증으로 2004년 8월 4일에 세상을 떠났다.향년 37세. 장례는 MBC 사우장으로 치러졌고 고인의 유해는 경기도 가평군 북한강공원에 안장되었다. 유족으로 남편과 1남이 있다. 그의 사망 후에도 그를 기억하는 여러 팬들은 매년 그의 기일에 추모회를 열고 있다.

## 진행 프로그램
- 《MBC 뉴스와이드》 날씨
- 《MBC 뉴스데스크》 날씨
- 《비디오 산책》
- 《출발 비디오 여행》
- 《샘이 기픈 물》
- 《문화매거진 21》
- 《행복한 책읽기》
- 《우리말 나들이》
- 《정은임의 FM 영화음악》